# Elisabetta Gnone
Elisabetta Gnone (ur. 13 kwietnia 1965 w Genui) - twórczyni włoskiego komiksu W.I.T.C.H., na podstawie którego powstał serial animowany W.I.T.C.H. Czarodziejki.

## Życiorys
W roku 1992 Gnone rozpoczęła współpracę z Waltem Disneyem (Minnie & co., Bambi i Kubuś Puchatek).
Jest również autorką książek dla dzieci z serii Fairy Oak.